# Santa Elena (Virú)
Santa Elena es una localidad peruana ubicada en el distrito de Virú del Departamento de La Libertad. Se encuentra aproximadamente a 45 kilómetros al sur de la ciudad de Trujillo.Cuenta con aproximadamente 400 habitantes es una ciudad que se caracteriza por estar llena de [venezolanos]